# Paralaophonte karmensis
Paralaophonte karmensis is een eenoogkreeftjessoort uit de familie van de Laophontidae. De wetenschappelijke naam van de soort werd in 1911 voor het eerst geldig gepubliceerd door Georg Ossian Sars.